# گلشن (بندر انزلی)
گلشن، روستایی توریستی از توابع بخش مرکزی شهرستان بندر انزلی در استان گیلان ایران است.
از جمله سوغاتی معروف این روستا می‌توان به حصیربافی و برنج اشاره کرد.

## جمعیت
این روستا در دهستان لیجارکی حسن رود قرار دارد و براساس سرشماری مرکز آمار ایران در سال ۱۳۸۵، جمعیت آن ۸۳۸ نفر (۲۴۸خانوار) بوده‌است.